# Korea Professional Football League 1987
La Korea Professional Football League 1987 è stata la 5ª edizione della massima serie del campionato sudcoreano di calcio, disputata dal 28 marzo all'8 novembre 1987.

## Squadre partecipanti
| Club partecipanti      | Stagione 1986                            |
| ---------------------- | ---------------------------------------- |
| POSCO Atoms            | Vincitrice dello spareggio per il titolo |
| Lucky-Goldstar Hwangso | Perdente dello spareggio per il titolo   |
| Hyundai Horang-i       | 2° nella classifica complessiva          |
| Daewoo Royals          | 3° nella classifica complessiva          |
| Yukong Elephants       | 4° nella classifica complessiva          |

## Classifica finale
| Pos | Squadra                | Pt | G  | V  | N  | P  | GF | GS | DR  |
| --- | ---------------------- | -- | -- | -- | -- | -- | -- | -- | --- |
| 1   | Daewoo Royals          | 46 | 32 | 16 | 14 | 2  | 41 | 20 | +21 |
| 2   | POSCO Atoms            | 40 | 32 | 16 | 8  | 8  | 64 | 41 | +23 |
| 3   | Yukong Elephants       | 27 | 32 | 9  | 9  | 14 | 34 | 43 | -9  |
| 4   | Hyundai Horang-i       | 26 | 32 | 7  | 12 | 13 | 34 | 40 | -6  |
| 5   | Lucky-Goldstar Hwangso | 21 | 32 | 7  | 7  | 18 | 26 | 55 | -29 |

## Risultati[1]
| Suwon 28 marzo 1987 | Yukong Elephants | 2 – 3 | Lucky-Goldstar Hwangso | Suwon Sports Complex |

| Gangneung 28 marzo 1987 | Hyundai Horang-i | 2 – 2 | POSCO Atoms | Gangneung Stadium |

| Suwon 29 marzo 1987 | Yukong Elephants | 1 – 0 | Lucky-Goldstar Hwangso | Suwon Sports Complex |

| Gangneung 29 marzo 1987 | Hyundai Horang-i | 1 – 1 | POSCO Atoms | Gangneung Stadium |

| Daegu 4 aprile 1987 | POSCO Atoms | 0 – 0 | Daewoo Royals | Civic Stadium |

| Daejeon 4 aprile 1987 | Lucky-Golstar Hwangso | 1 – 3 | Hyundai Horang-i | Hanbat Stadium |

| Daegu 5 aprile 1987 | POSCO Atoms | 0 – 0 | Daewoo Royals | Civic Stadium |

| Daejeon 5 aprile 1987 | Lucky-Goldstar Hwangso | 1 – 0 | Hyundai Horang-i | Hanbat Stadium |

| Samcheok 11 aprile 1987 | Hyundai Horang-i | 0 – 1 | Yukong Elephants |  |

| Busan 11 aprile 1987 | Daewoo Royals | 4 – 0 | Lucky-Goldstar Hwangso | Gudeok Stadium |

| Samcheok 12 aprile 1987 | Hyundai Horang-i | 1 – 1 | Yukong Elephants |  |

| Busan 12 aprile 1987 | Daewoo Royals | 2 – 0 | Lucky-Goldstar Hwangso | Gudeok Stadium |

| Suwon 18 aprile 1987 | Yukong Elephants | 0 – 2 | Daewoo Royals | Suwon Sports Complex |

| Suwon 19 aprile 1987 | Yukong Elephants | 0 – 0 | Daewoo Royals | Suwon Sports Complex |

| Cheonan 19 aprile 1987 | Lucky-Goldstar Hwangso | 2 – 5 | POSCO Atoms | Cheonan Stadium |

| Seul 22 aprile 1987 | Lucky-Golstar Hwangso | 1 – 0 | POSCO Atoms | Stadio Olimpico |

| Pohang 25 aprile 1987 | POSCO Atoms | 1 – 5 | Yukong Elephants | Pohang Sports Complex |

| Busan 26 aprile 1987 | Daewoo Royals | 1 – 1 | Hyundai Horang-i | Gudeok Stadium |

| Pohang 26 aprile 1987 | POSCO Atoms | 1 – 1 | Yukong Elephants | Pohang Sports Complex |

| Busan 27 aprile 1987 | Daewoo Royals | 3 – 2 | Hyundai Horang-i | Gudeok Stadium |

| Cheongju 2 maggio 1987 | Lucky-Goldstar Hwangso | 1 – 2 | Yukong Elephants | Cheongju Stadium |

| Daegu 3 maggio 1987 | POSCO Atoms | 2 – 0 | Hyundai Horang-i | Civic Stadium |

| Cheongju 3 maggio 1987 | Lucky-Goldstar Hwangso | 0 – 0 | Yukong Elephants | Cheongju Stadium |

| Daegu 4 maggio 1987 | POSCO Atoms | 2 – 3 | Hyundai Horang-i | Civic Stadium |

| Gangneung 9 maggio 1987 | Hyundai Horang-i | 1 – 1 | Lucky-Goldstar Hwangso | Gangneung Stadium |

| Busan 9 maggio 1987 | Daewoo Royals | 2 – 3 | POSCO Atoms | Gudeok Stadium |

| Gangneung 10 maggio 1987 | Hyundai Horang-i | 0 – 2 | Lucky-Goldstar Hwangso | Gangneung Stadium |

| Busan 10 maggio 1987 | Daewoo Royals | 0 – 0 | POSCO Atoms | Gudeok Stadium |

| Daejeon 25 luglio 1987 | Lucky-Goldstar Hwangso | 0 – 0 | Daewoo Royals | Hanbat Stadium |

| Incheon 25 luglio 1987 | Yukong Elephants | 0 – 1 | Hyundai Horang-i | Sungui Stadium |

| Incheon 26 luglio 1987 | Yukong Elephants | 2 – 1 | Hyundai Horang-i | Sungui Stadium |

| Daejeon 27 luglio 1987 | Lucky-Goldstar Hwangso | 1 – 4 | Daewoo Royals | Hanbat Stadium |

| Daejeon 15 agosto 1987 | Lucky-Goldstar Hwangso | 1 – 2 | Yukong Elephants | Hanbat Stadium |

| Daegu 15 agosto 1987 | POSCO Atoms | 2 – 2 | Hyundai Horang-i | Civic Stadium |

| Daejeon 16 agosto 1987 | Lucky-Goldstar Hwangso | 0 – 1 | Yukong Elephants | Hanbat Stadium |

| Daegu 17 agosto 1987 | POSCO Atoms | 4 – 2 | Hyundai Horang-i | Civic Stadium |

| Changwon 22 agosto 1987 | Daewoo Royals | 1 – 0 | POSCO Atoms | Masan Stadium |

| Gangneung 22 agosto 1987 | Hyundai Horang-i | 2 – 1 | Lucky-Goldstar Hwangso | Gangneung Stadium |

| Changwon 23 agosto 1987 | Daewoo Royals | 2 – 2 | POSCO Atoms | Masan Stadium |

| Gangneung 23 agosto 1987 | Hyundai Horang-i | 2 – 2 | Lucky-Goldstar Hwangso | Gangneung Stadium |

| Anyang 29 maggio 1987 | Yukong Elephants | 0 – 1 | Hyundai Horang-i | Anyang Stadium |

| Cheonan 29 maggio 1987 | Lucky-Goldstar Hwangso | 0 – 1 | Daewoo Royals | Cheonan Stadium |

| Anyang 31 agosto 1987 | Yukong Elephants | 1 – 1 | Hyundai Horang-i | Anyang Stadium |

| Cheonan 31 agosto 1987 | Lucky-Goldstar Hwangso | 0 – 2 | Daewoo Royals | Cheonan Stadium |

| Daegu 5 settembre 1987 | POSCO Atoms | 2 – 1 | Lucky-Goldstar Hwangso | Civic Stadium |

| Busan 5 settembre 1987 | Daewoo Royals | 2 – 2 | Yukong Elephants | Gudeok Stadium |

| Daegu 6 settembre 1987 | POSCO Atoms | 2 – 0 | Lucky-Goldstar Hwangso | Civic Stadium |

| Busan 7 settembre 1987 | Daewoo Royals | 2 – 0 | Yukong Elephants | Gudeok Stadium |

| Gangneung 12 settembre 1987 | Hyundai Horang-i | 0 – 0 | Daewoo Royals | Gangneung Stadium |

| Incheon 12 settembre 1987 | Yukong Elephants | 0 – 3 | POSCO Atoms | Sungui Stadium |

| Gangneung 13 settembre 1987 | Hyundai Horang-i | 0 – 0 | Daewoo Royals | Gangneung Stadium |

| Incheon 13 settembre 1987 | Yukong Elephants | 2 – 1 | POSCO Atoms | Sungui Stadium |

| Wonju 19 settembre 1987 | Hyundai Horang-i | 3 – 4 | POSCO Atoms | Wonju Stadium |

| Suwon 19 settembre 1987 | Yukong Elephants | 3 – 0 | Lucky-Goldstar Hwangso | Suwon Sports Complex |

| Wonju 20 settembre 1987 | Hyundai Horang-i | 1 – 2 | POSCO Atoms | Wonju Stadium |

| Suwon 20 settembre 1987 | Yukong Elephants | 0 – 0 | Lucky-Goldstar Hwangso | Suwon Sports Complex |

| Cheongju 26 settembre 1987 | Lucky-Goldstar Hwangso | 1 – 0 | Hyundai Horang-i | Cheongju Stadium |

| Daegu 26 settembre 1987 | POSCO Atoms | 0 – 2 | Daewoo Royals | Civic Stadium |

| Cheongju 27 settembre 1987 | Lucky-Goldstar Hwangso | 0 – 0 | Hyundai Horang-i | Cheongju Stadium |

| Daegu 27 settembre 1987 | POSCO Atoms | 2 – 0 | Daewoo Royals | Civic Stadium |

| Busan 3 ottobre 1987 | Daewoo Royals | 2 – 1 | Lucky-Goldstar Hwangso | Gudeok Stadium |

| Gangneung 3 ottobre 1987 | Hyundai Horang-i | 2 – 1 | Yukong Elephants | Gangneung Stadium |

| Busan 4 ottobre 1987 | Daewoo Royals | 1 – 1 | Lucky-Goldstar Hwangso | Gudeok Stadium |

| Gangneung 4 ottobre 1987 | Hyundai Horang-i | 1 – 0 | Yukong Elephants | Gangneung Stadium |

| Anyang 10 ottobre 1987 | Yukong Elephants | 2 – 3 | Daewoo Royals | Anyang Stadium |

| Cheongju 10 ottobre 1987 | Lucky-Goldstar Hwangso | 1 – 7 | POSCO Atoms | Cheongju Stadium |

| Anyang 11 ottobre 1987 | Yukong Elephants | 2 – 2 | Daewoo Royals | Anyang Stadium |

| Cheongju 11 ottobre 1987 | Lucky-Goldstar Hwangso | 1 – 0 | POSCO Atoms | Cheongju Stadium |

| Daegu 24 ottobre 1987 | POSCO Atoms | 4 – 1 | Yukong Elephants | Civic Stadium |

| Busan 24 ottobre 1987 | Daewoo Royals | 1 – 0 | Hyundai Horang-i | Gudeok Stadium |

| Daegu 25 ottobre 1987 | POSCO Atoms | 3 – 0 | Hyundai Horang-i | Civic Stadium |

| Daegu 31 ottobre 1987 | POSCO Atoms | 2 – 1 | Lucky-Goldstar Hwangso | Civic Stadium |

| Busan 1 novembre 1987 | Daewoo Royals | 1 – 0 | Yukong Elephants | Gudeok Stadium |

| Daegu 1 novembre 1987 | POSCO Atoms | 2 – 0 | Lucky-Goldstar Hwangso | Civic Stadium |

| Busan 2 novembre 1987 | Daewoo Royals | 0 – 0 | Yukong Elephants | Gudeok Stadium |

| Suwon 7 novembre 1987 | Yukong Elephants | 2 – 3 | POSCO Atoms | Suwon Sports Complex |

| Suwon 8 novembre 1987 | Yukong Elephants | 0 – 2 | POSCO Atoms | Suwon Sports Complex |

Classifica marcatori
| Gol | Giocatore      | Squadra                |
| --- | -------------- | ---------------------- |
| 15  | Choi Sang-Kook | POSCO Atoms            |
| 12  | Lee Heung-Sil  | POSCO Atoms            |
| 12  | Noh Soo-Jin    | Yukong Elephants       |
| 10  | Kim Joo-Sung   | Daewoo Royals          |
| 9   | Kim Hong-Woon  | POSCO Atoms            |
| 8   | Lee Sang-Cheol | Hyundai Horang-i       |
| 7   | Park Hang-Seo  | Lucky-Goldstar Hwangso |